# Philishave
Philishave foi a marca de barbeadores elétricos da empresa Philips.

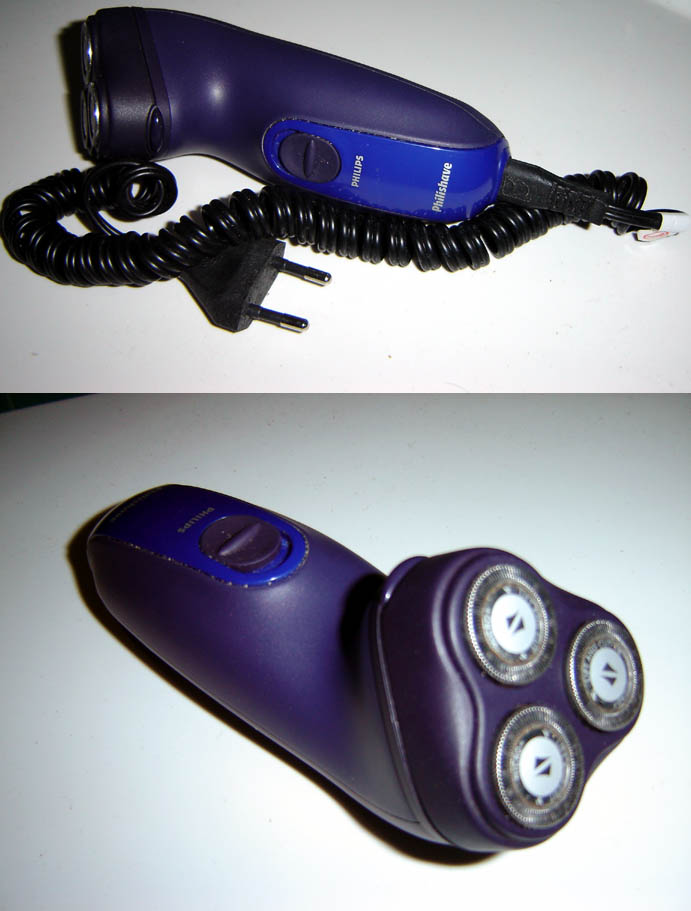
Barbeadores Philishave

## Histórico
O barbeador elétrico de lâminas rotativas foi inventado pela engenheiro Alexandre Horowitz e introduzido no mercado em 1939 pela empresa Philips, sob a marca Philishave. Em 2006 a marca Philishave foi eliminada, e em alguns países, foram adotados uma nova marca, a Norelco.